# Sh2-80
Sh2-80 è una regione H II visibile nella costellazione della Freccia.
Si individua nella parte occidentale della costellazione, a breve distanza dal confine con l'Aquila e sulla congiungente l'Attaccapanni e la stella ζ Aquilae; si estende per 2 minuti d'arco in direzione di una regione della Via Lattea con ricchi campi stellari di fondo. Il periodo più indicato per la sua osservazione nel cielo serale ricade fra giugno e novembre; trovandosi a circa 16° dall'equatore celeste può essere osservata da tutte le regioni popolate della Terra, sebbene gli osservatori dell'emisfero boreale siano più avvantaggiati.
Si tratta di una nebulosa a bolla che circonda la stella di Wolf-Rayet WR 124, nota anche con l'appellativo di Stella di Merrill o con la sigla di stella variabile QR Sge; la magnitudine apparente di questa stella è pari a 11,5 e la sua distanza è stata stimata attorno ai 3350 parsec (circa 10920 anni luce), sebbene altre stime indichino una distanza pari a 6400 parsec (oltre 20000 anni luce). Questa nebulosa è stata generata dall'espulsione di materia dalla superficie della stella, un fenomeno tipico delle stelle di Wolf-Rayet, tanto che molte di esse sono circondate da involucri nebulosi; l'espansione di Sh2-80 è stata calcolata attorno ai 42-46 km/s. Studi e cataloghi datati agli anni ottanta e novanta si riferiscono a questa nebulosa come a una nebulosa planetaria, come è testimoniato anche dalle nomenclature alternative presenti nel database SIMBAD; sullo stesso catalogo Sharpless è presente un'annotazione che indica la possibilità che si tratti di una nebulosa planetaria.